# Handbal op de Olympische Zomerspelen 2016 – Mannen
Het handbaltoernooi voor mannen tijdens de Olympische Zomerspelen 2016 in Rio de Janeiro begon op zaterdag 7 augustus en eindigde op zondag 21 augustus, de slotdag van de Olympische Spelen.
De twaalf deelnemende teams zijn verdeeld over twee groepen van zes, waarin een halve competitie wordt gespeeld. Aan het einde van de groepsfase gaan de nummers één tot en met vier van elke groep door naar de kwartfinales, de winnaars van de vier kwartfinales stoten door naar de halve finales. De winnaars van de halve finales gaan door naar de finale, de verliezers van de halve finales spelen een wedstrijd om de bronzen medaille.

## Gekwalificeerden
| Toernooi                           | Datum                      | Locatie | Plaatsen | Gekwalificeerd     |
| ---------------------------------- | -------------------------- | ------- | -------- | ------------------ |
| Gastland                           |                            |         | 1        | Brazilië           |
| Wereldkampioenschap                | 15 januari–1 februari 2015 | Qatar   | 1        | Frankrijk          |
| Pan-Amerikaanse Spelen             | 17–25 juli 2015            | Toronto | 1        | Argentinië         |
| Aziatisch kwalificatietoernooi     | 14–23 november 2015        | Doha    | 1        | Qatar              |
| Europees kampioenschap             | 17–29 januari 2016         | Polen   | 1        | Duitsland          |
| Afrikaans kampioenschap            | 21–30 januari 2016         | Caïro   | 1        | Egypte             |
| Olympisch kwalificatietoernooi I   | 7–10 april 2016            | Gdańsk  | 2        | Polen Tunesië      |
| Olympisch kwalificatietoernooi II  | 7–10 april 2016            | Malmö   | 2        | Slovenië Zweden    |
| Olympisch kwalificatietoernooi III | 7–10 april 2016            | Herning | 2        | Denemarken Kroatië |
| Totaal                             |                            |         | 12       |                    |

## Groepsfase

### Groep A (eindstand)
| № | Land       | Wedstrijden | Wedstrijden | Wedstrijden | Wedstrijden | Doelpunten | Doelpunten | Doelpunten | Punten |
| - | ---------- | ----------- | ----------- | ----------- | ----------- | ---------- | ---------- | ---------- | ------ |
| № | Land       | GW          | W           | V           | G           | V          | T          | Saldo      | Punten |
| 1 | Kroatië    | 5           | 4           | 1           | 0           | 147        | 134        | +13        | 8      |
| 2 | Frankrijk  | 5           | 4           | 1           | 0           | 152        | 126        | +26        | 8      |
| 3 | Denemarken | 5           | 3           | 2           | 0           | 136        | 127        | +9         | 6      |
| 4 | Qatar      | 5           | 2           | 2           | 1           | 122        | 127        | –5         | 5      |
| 4 | Argentinië | 5           | 1           | 4           | 0           | 110        | 126        | –16        | 2      |
| 5 | Tunesië    | 5           | 0           | 4           | 1           | 118        | 145        | –27        | 1      |

### Groep A (wedstrijden)
alle tijden zijn West-Europese Zomertijd (UTC +1:00)
| Datum       | Tijd  |            | Score   |            |
| ----------- | ----- | ---------- | ------- | ---------- |
| 7 augustus  | 09:30 | Kroatië    | 23 - 30 | Qatar      |
| 7 augustus  | 14:45 | Denemarken | 25 - 19 | Argentinië |
| 7 augustus  | 16:45 | Frankrijk  | 25 - 23 | Tunesië    |
| 9 augustus  | 14:45 | Qatar      | 20- 35  | Frankrijk  |
| 9 augustus  | 20:00 | Tunesië    | 23 - 31 | Denemarken |
| 9 augustus  | 22:00 | Argentinië | 26 - 27 | Kroatië    |
| 11 augustus | 09:30 | Tunesië    | 25 - 25 | Qatar      |
| 11 augustus | 11:30 | Denemarken | 24 - 27 | Kroatië    |
| 11 augustus | 16:45 | Frankrijk  | 31 - 24 | Argentinië |
| 13 augustus | 11:30 | Kroatië    | 29 - 28 | Frankrijk  |
| 13 augustus | 16:45 | Denemarken | 26 - 25 | Qatar      |
| 13 augustus | 22:00 | Argentinië | 23 - 21 | Tunesië    |
| 15 augustus | 09:30 | Frankrijk  | 33 - 30 | Denemarken |
| 15 augustus | 14:45 | Kroatië    | 41 - 26 | Tunesië    |
| 15 augustus | 16:45 | Qatar      | 22 - 18 | Argentinië |

### Groep B (eindstand)
| № | Land      | Wedstrijden | Wedstrijden | Wedstrijden | Wedstrijden | Doelpunten | Doelpunten | Doelpunten | Punten |
| - | --------- | ----------- | ----------- | ----------- | ----------- | ---------- | ---------- | ---------- | ------ |
| № | Land      | GW          | W           | V           | G           | V          | T          | Saldo      | Punten |
| 1 | Duitsland | 5           | 4           | 1           | 0           | 153        | 141        | +12        | 8      |
| 2 | Slovenië  | 5           | 4           | 1           | 0           | 137        | 126        | +11        | 8      |
| 3 | Brazilië  | 5           | 2           | 2           | 1           | 141        | 150        | –9         | 5      |
| 4 | Polen     | 5           | 2           | 3           | 0           | 139        | 140        | –1         | 4      |
| 5 | Egypte    | 5           | 1           | 1           | 3           | 129        | 143        | –14        | 3      |
| 6 | Zweden    | 5           | 1           | 4           | 0           | 132        | 131        | +1         | 2      |

### Groep B (wedstrijden)
alle tijden zijn West-Europese Zomertijd (UTC +1:00)
| Datum       | Tijd  |           | Score   |           |
| ----------- | ----- | --------- | ------- | --------- |
| 7 augustus  | 11:30 | Zweden    | 29 - 32 | Duitsland |
| 7 augustus  | 20:00 | Polen     | 32 - 34 | Brazilië  |
| 7 augustus  | 22:00 | Slovenië  | 27 - 26 | Egypte    |
| 9 augustus  | 09:30 | Duitsland | 32 - 25 | Polen     |
| 9 augustus  | 11:30 | Brazilië  | 28 - 31 | Slovenië  |
| 9 augustus  | 16:45 | Egypte    | 26 - 25 | Zweden    |
| 11 augustus | 14:45 | Polen     | 33 - 25 | Egypte    |
| 11 augustus | 20:00 | Brazilië  | 33 - 30 | Duitsland |
| 11 augustus | 22:00 | Slovenië  | 29 - 24 | Zweden    |
| 13 augustus | 09:30 | Slovenië  | 25 - 28 | Duitsland |
| 13 augustus | 14:45 | Egypte    | 27 - 27 | Brazilië  |
| 13 augustus | 20:00 | Zweden    | 24 - 25 | Polen     |
| 15 augustus | 11:30 | Polen     | 20 - 25 | Slovenië  |
| 15 augustus | 20:00 | Duitsland | 31 - 25 | Egypte    |
| 15 augustus | 22:00 | Zweden    | 30 - 19 | Brazilië  |

## Knock-outfase
|  | Kwartfinale 17 augustus | Kwartfinale 17 augustus | Kwartfinale 17 augustus |           |            | Halve finale 19 augustus | Halve finale 19 augustus | Halve finale 19 augustus |              |              | Finale 21 augustus | Finale 21 augustus | Finale 21 augustus |
|  |                         |                         |                         |           |            |                          |                          |                          |              |              |                    |                    |                    |
|  | A1                      | Kroatië                 | 27                      |           |            |                          |                          |                          |              |              |                    |                    |                    |
|  | B4                      | Polen                   | 30                      |           |            |                          |                          |                          |              |              |                    |                    |                    |
|  | B4                      | Polen                   | 30                      |           | B4         | Polen                    | 28                       |                          |              |              |                    |                    |                    |
|  |                         |                         |                         |           | B4         | Polen                    | 28                       |                          |              |              |                    |                    |                    |
|  |                         | A3                      | Denemarken              | 29        |            |                          |                          |                          |              |              |                    |                    |                    |
|  | A3                      | A3                      | Denemarken              | 29        | Denemarken | 37                       |                          |                          |              |              |                    |                    |                    |
|  | A3                      |                         |                         |           | Denemarken | 37                       |                          |                          |              |              |                    |                    |                    |
|  | B2                      | Slovenië                | 30                      |           |            |                          |                          |                          |              |              |                    |                    |                    |
|  |                         |                         |                         |           |            |                          |                          |                          |              |              | A3                 | Denemarken         | 28                 |
|  |                         |                         | A2                      | Frankrijk | 25         |                          |                          |                          |              |              |                    |                    |                    |
|  | A2                      | Frankrijk               | 34                      |           |            |                          |                          |                          |              |              |                    |                    |                    |
|  | B3                      | Brazilië                | 27                      |           |            |                          |                          |                          |              |              |                    |                    |                    |
|  | B3                      | Brazilië                | 27                      |           | A2         | Frankrijk                | 29                       |                          | Troostfinale | Troostfinale | Troostfinale       | Troostfinale       |                    |
|  |                         |                         |                         |           | A2         | Frankrijk                | 29                       |                          | Troostfinale | Troostfinale | Troostfinale       | Troostfinale       |                    |
|  |                         | B1                      | Duitsland               | 28        |            |                          |                          |                          |              |              |                    |                    |                    |
|  | B1                      | B1                      | Duitsland               | 28        | Duitsland  | 34                       |                          |                          |              |              |                    |                    |                    |
|  | B1                      |                         |                         |           |            |                          |                          | B4                       | Polen        | 25           |                    |                    |                    |
|  | A4                      | Qatar                   | 33                      |           |            |                          |                          | B4                       | Polen        | 25           |                    |                    |                    |
|  |                         |                         |                         |           |            |                          | B1                       | Duitsland                | 31           |              |                    |                    |                    |
|  |                         |                         |                         |           |            |                          | B1                       | Duitsland                | 31           |              |                    |                    |                    |

### Kwartfinales
| 17 augustus 2016 10:00 | Frankrijk | 34 – 27 | Brazilië | Arena do Futuro, Barra da Tijuca Scheidsrechters: Horáček, Novotný (CZE) |
| 17 augustus 2016 10:00 | (16 – 16) |         |          | Arena do Futuro, Barra da Tijuca Scheidsrechters: Horáček, Novotný (CZE) |
| 17 augustus 2016 10:00 |           |         |          | Arena do Futuro, Barra da Tijuca Scheidsrechters: Horáček, Novotný (CZE) |

| 17 augustus 2016 13:30 | Duitsland | 34 – 33 | Qatar | Arena do Futuro, Barra da Tijuca Toeschouwers: 7.518 Scheidsrechters: Lah, Sok (SLO) |
| 17 augustus 2016 13:30 | (16 – 12) |         |       | Arena do Futuro, Barra da Tijuca Toeschouwers: 7.518 Scheidsrechters: Lah, Sok (SLO) |
| 17 augustus 2016 13:30 |           |         |       | Arena do Futuro, Barra da Tijuca Toeschouwers: 7.518 Scheidsrechters: Lah, Sok (SLO) |

| 17 augustus 2016 17:00 | Denemarken | 37 – 30 | Slovenië | Arena do Futuro, Barra da Tijuca Toeschouwers: 7.435 Scheidsrechters: Lopéz, Ramírez (ESP) |
| 17 augustus 2016 17:00 | (16 – 13)  |         |          | Arena do Futuro, Barra da Tijuca Toeschouwers: 7.435 Scheidsrechters: Lopéz, Ramírez (ESP) |
| 17 augustus 2016 17:00 |            |         |          | Arena do Futuro, Barra da Tijuca Toeschouwers: 7.435 Scheidsrechters: Lopéz, Ramírez (ESP) |

| 17 augustus 2016 20:30 | Kroatië   | 27 – 30 | Polen | Arena do Futuro, Barra da Tijuca Toeschouwers: 8.265 Scheidsrechters: Geipel, Helbig (DEN) |
| 17 augustus 2016 20:30 | (14 – 18) |         |       | Arena do Futuro, Barra da Tijuca Toeschouwers: 8.265 Scheidsrechters: Geipel, Helbig (DEN) |
| 17 augustus 2016 20:30 |           |         |       | Arena do Futuro, Barra da Tijuca Toeschouwers: 8.265 Scheidsrechters: Geipel, Helbig (DEN) |

### Halve finales
| 19 augustus 2016 15:30 | Frankrijk | 29 – 28 | Duitsland | Arena do Futuro, Barra da Tijuca Toeschouwers: 8.795 Scheidsrechters: Hansen, Gjeding (DEN) |
| 19 augustus 2016 15:30 | (16 – 13) |         |           | Arena do Futuro, Barra da Tijuca Toeschouwers: 8.795 Scheidsrechters: Hansen, Gjeding (DEN) |
| 19 augustus 2016 15:30 |           |         |           | Arena do Futuro, Barra da Tijuca Toeschouwers: 8.795 Scheidsrechters: Hansen, Gjeding (DEN) |

| 19 augustus 2016 20:30 | Polen     | 28 – 29 | Denemarken | Arena do Futuro, Barra da Tijuca Toeschouwers: 8.689 Scheidsrechters: Horáček, Novotný (CZE) |
| 19 augustus 2016 20:30 | (15 – 16) |         |            | Arena do Futuro, Barra da Tijuca Toeschouwers: 8.689 Scheidsrechters: Horáček, Novotný (CZE) |
| 19 augustus 2016 20:30 |           |         |            | Arena do Futuro, Barra da Tijuca Toeschouwers: 8.689 Scheidsrechters: Horáček, Novotný (CZE) |

### Troostfinale
| 21 augustus 2016 10:30 | Polen     | 25 – 31 | Duitsland | Arena do Futuro, Barra da Tijuca Toeschouwers: 7.589 Scheidsrechters: Horáček, Novotný (CZE) |
| 21 augustus 2016 10:30 | (13 – 17) |         |           | Arena do Futuro, Barra da Tijuca Toeschouwers: 7.589 Scheidsrechters: Horáček, Novotný (CZE) |
| 21 augustus 2016 10:30 |           |         |           | Arena do Futuro, Barra da Tijuca Toeschouwers: 7.589 Scheidsrechters: Horáček, Novotný (CZE) |

### Finale
| 21 augustus 2016 14:00 | Denemarken | 28 – 26 | Frankrijk | Arena do Futuro, Barra da Tijuca Toeschouwers: 9.978 Scheidsrechters: López, Ramírez (ESP) |
| 21 augustus 2016 14:00 | (16 – 14)  |         |           | Arena do Futuro, Barra da Tijuca Toeschouwers: 9.978 Scheidsrechters: López, Ramírez (ESP) |
| 21 augustus 2016 14:00 |            |         |           | Arena do Futuro, Barra da Tijuca Toeschouwers: 9.978 Scheidsrechters: López, Ramírez (ESP) |

## Eindrangschikking
| Goud | Zilver | Brons | 4 |
| Denemarken Niklas Landin Jacobsen Mads Christiansen Mads Mensah Larsen Casper Ulrich Mortensen Jesper Nøddesbo Jannick Green Lasse Svan Hansen Rene Toft Hansen Henrik Møllgaard Kasper Søndergaard Henrik Toft Hansen Mikkel Hansen Morten Olsen Michael Damgaard | Frankrijk Olivier Nyokas Daniel Narcisse Vincent Gérard Nikola Karabatić Kentin Mahé Mathieu Grébille Thierry Omeyer Timothey N'Guessan Luc Abalo Cédric Sorhaindo Michaël Guigou Luka Karabatić Ludovic Fabregas Adrien Dipanda Valentin Porte             | Duitsland Uwe Gensheimer Finn Lemke Patrick Wiencek Tobias Reichmann Fabian Wiede Silvio Heinevetter Hendrik Pekeler Steffen Weinhold Martin Strobel Steffen Fath Kai Häfner Andreas Wolff Julius Kühn Christian Dissinger Paul Drux          | Polen Karol Bielecki Michal Daszek Lukasz Gierak Mateusz Jachlewski Bartosz Jurecki Michal Jurecki Przemyslaw Krajewski Mateusz Kus Krzysztof Lijewski Kamil Syprzak Slawomir Szmal Michal Szyba Adam Wisniewski Piotr Wyszomirski Mariusz Jurkiewicz |
| 5 | 6 | 7 | 8 |
| Kroatië Ivan Stevanović Ivan Pešić Filip Ivić Lovro Mihić Domagoj Duvnjak Marko Kopljar Jakov Gojun Jerko Matulić Igor Karačić Tin Kontrec Manuel Štrlek Ivan Čupić Ivan Slišković Luka Cindrić Ilija Brozović                                                     | Slovenië Matevž Skok Blaž Blagotinšek Nik Henigman Vid Kavtičnik Blaž Janc Jure Dolenec Gorazd Škof Darko Cingesar Vid Poteko David Miklavčič Matej Gaber Uroš Zorman Marko Bezjak Simon Razgor Miha Zarabec Dean Bombač Urban Lesjak                       | Brazilië César Almeida Maik Santos Haniel Langaro Leonardo Santos Thiagus dos Santos José Toledo Oswaldo Guimarães Diogo Hubner Henrique Teixeira João Pedro Silva André Soares Fábio Chiuffa Lucas Cândido Alexandro Pozzer                  | Qatar Danijel Šarić Goran Stojanović Abdulrazzaq Murad Eldar Memišević Nasreddine Megdich Žarko Marković Hassan Mabrouk Marko Bargaric Bertrand Roiné Rafael Capote Kamalaldin Mallash Ameen Zakkar Bassel Alrayes Borja Vidal                        |
| 9 | 10 | 11 | 12 |
| Egypte Mohamed Amer Mohamed El-Bassiouny Mohamed Hasehm Ibrahim El-Masry Wisam Nawar Ahmed El-Ahmar Mahmoud Khalil Karim Handawy Mohamed Shebib Aly Mohamed Mohamed Sanad Mamdouh Abouebaid Mahmoud Ramadan Eslam Isa                                              | Argentinië Matías Schulz Fernando Garcia Federico Gastón Fernández Federico Pizarro Pablo Vainstein Adrián Portela Sebastián Simonet Pablo Simonet Leonardo Querín Federico Vieyra Juan Pablo Fernández Agustín Vidal Pablo Sebastián Portela Gonzalo Carou | Zweden Mattias Andersson Kim Andersson Jim Gottfridsson Jerry Tollbring Lukas Nilsson Jonathan Stenbäcken Johan Jakobsson Tobias Karlsson Mikael Appelgren Fredrik Petersen Philip Stenmalm Mattias Zachrisson Andreas Nilsson Jesper Nielsen | Tunesië Makram Missaoui Marouène Maggaiez Aymen Toumi Oussema Boughanmi Oussama Hosni Mohamed Jilani Maaref Amine Bannour Sobhi Saïed Khaled Haj Youssef Aymen Hammed Mohamed Soussi Wael Jallouz Issam Tej Marouan Chouiref                          |